# Boeing P-12
O Boeing P-12 ou F4B foi um caça norte-americano biplano que operou na Marinha dos Estados Unidos (F4B) e no Corpo Aéreo do Exército Norte-americano (P-12). Foi produzido entre 1929 e 1932.
A Marinha do Brasil operou em sua aviação 14 aeronaves do modelo 256, F4B-4 para exportação, e 9 aeronaves do modelo 257, fuselagem do F4B-3 com asas do P-12E.
|  |  |

## Especificações (P-12E)
Dados de: Bowers 1989.
Descrições gerais
- Tripulação: 1
- Comprimento: 6,19 m (20 ft)
- Envergadura: 9,14 m (30 ft)
- Altura: 2,74 m (9,0 ft)
- Peso bruto (carregado): 1 220 kg (2 690 lb)

Motorização
- Número de motores: 1x
- Tipo do motor: Motor a pistão radial
- Fabricante/modelo: Pratt & Whitney R-1340-17
- Potência por motor: 500 hp (373 kW)

Performance
- Velocidade máxima: 304 km/h (189 mph)
- Velocidade de cruzeiro (Mach): 0.2098 Ma
- Velocidade total em Mach: 0.2482 Ma
- Velocidade total em Nó: 164,14 kn (304 km/h)
- Alcance bélico: 917 km (570 mi)
- Tecto de serviço: 8 020 m (26 300 ft)

Armamentos
- Metralhadoras/canhões: 2x de calibre .30 7,62 mm (0,30 in) ou
1x de calibre .30 e 1x de calibre .50 de 12,7 mm (0,50 in)
- Bombas: 110 kg (243 lb) de bombas levadas externamente